# The Bohemian Girl (film, 1922)
Pour les articles homonymes, voir The Bohemian Girl (homonymie).
Pour plus de détails, voir Fiche technique et Distribution.
The Bohemian Girl est un film britannique réalisé par Harley Knoles, sorti en 1922.

## Fiche technique
- Titre : The Bohemian Girl
- Réalisation : Harley Knoles
- Scénario : Harley Knoles et Rosina Henley (en) d'après l'opéra The Bohemian Girl composé par Michael William Balfe dont l'intrigue s'inspire du conte La Gitanilla de Miguel de Cervantes
- Assistant à la réalisation : Josef von Sternberg
- Photographie : René Guissart
- Pays d'origine : Royaume-Uni
- Format : Noir et blanc - 1,33:1 - Film muet
- Genre : romance
- Durée : 70 minutes
- Date de sortie : 1922

## Distribution
- Gladys Cooper : Arline Arnheim
- Ivor Novello : Thaddeus
- C. Aubrey Smith : Devilshoof
- Ellen Terry : Buda
- Constance Collier : Queen
- Henry Vibart : Comte Arnheim
- Gibb McLaughlin (en) : Capitaine Florenstein